# The Studio Albums 1967-1968
The Studio Albums 1967-1968 es un box set (caja recopilatoria) de los tres primeros álbumes internacionales de la banda inglesa Bee Gees, es decir «Bee Gees' 1st» de 1967, «Horizontal» e «Idea», ambos de 1968. Éste box set contiene las canciones en sus versiones estéreo y mono, más tres CD adicionales que contienen lados B de los sencillos extraídos de cada álbum y outtakes de dichos álbumes.

## Destacamiento
The Studio Albums... se destaca por ser la compilación que reúne los álbumes ejecutados cuando los Bee Gees estaban conformados por la primera formación, con los tres hermanos Gibb más los australianos Colin Petersen y Vince Melouney. También se destaca por contener una gran parte de los éxitos de la banda, como por ejemplo «World», «Massachusetts», «Ive Gotta Get a Message To You» y «I Started a Joke». Seis de las canciones de los Bee Gees lanzadas entre 1967 y 1968 y que son parte de alguno de estos tres álbumes llegaron al Top 10 de la lista británica, de las cuales 5 se mantuvieron en el Top 5 y dos fueron números 1 («Massachusetts» y «I've Gotta Get ...»).